# 占巴塞王國
占巴塞王国是老挝南部的一个王国，1713年从澜沧王国分裂而出，1946年并入老挝王国。
占巴塞下轄鄰近的阿速坡、上丁這兩個親王國，構成曼荼羅體系。

## 歷史
占巴塞王國位於湄公河東岸或左岸，右岸與蒙河交匯處是孔尖親王國，東邊湄公河突然彎曲向西折回，並且向東南流向柬埔寨。占巴塞王國的首都占巴塞位於右岸，靠近巴薩河與湄公河的交匯處，連接著金邊。
1690年，澜沧国王苏里亚旺萨去世，无嗣，丞相甸塔拉登上王位。甸塔拉不得人心，瀾滄王國就王位繼承權發生內亂。公主苏曼加拉率領3000人逃往湄公河下游，受到當地僧侶的保護。與此同時，暹羅大城王朝為了削弱瀾滄的勢力，於1713年慫恿諾加薩獨立，建立占巴塞王國。
由於柬埔寨黑暗時期的資料不足，呵叻高原的人口似乎急劇減少，左岸各親王國的人口開始重新住入右岸。1718年，一支效忠於占巴塞國王諾加薩的老族移民在素旺那逢建立了高原上有史記載的第一個老族定居點。
1767年，暹羅遭到緬甸的入侵，大城王朝滅亡。達信起兵反對緬甸的統治，後建立吞武里王朝。在暹羅與緬甸發生戰爭期間，寮國三王國中最強大的萬象王國支持緬甸。因此在1778年11月，達信決定對寮國三王國進行夾擊。他派昭披耶卻克里率領二萬人入侵萬象王國；與此同時，昭披耶索拉西率領一萬名暹羅士兵攻打萬象南方，佔領了占巴塞、那空拍儂及廊開。兩路軍隊會師於萬象，並最終攻破了萬象。
19世紀初期，全球發生農業災難，1816年，全球更是經歷無夏之年。與之不同的是，占巴塞被描述為一個繁榮的貿易路線，豆蔻、橡膠、臘、松香、皮、角以及奴隸出口到烏汶、呵叻和曼谷。此地後來成為暹羅與法國角逐宗主權的受害者。
1815年，一位自稱擁有超能力的高僧煽動百姓發動叛亂，佔領了首都占巴塞。占巴塞王昭馬內（Chao Ma Noi）逃往曼谷。1819年，萬象國王昭阿努入侵占巴塞，立自己的兒子昭約為占巴塞國王。1826年至1829年，昭阿努舉兵反對暹羅統治。占巴塞王國亦舉兵支持，昭約率軍進攻烏汶府。戰後，萬象王國被暹羅兼併，占巴塞被降格為附庸國。
逮捕昭約有功的昭會被暹羅任命為新的占巴塞王。此後，占巴塞每年都向暹羅進貢。1831年至1834年的暹越戰爭使整個區域降格為附庸，後來隨著法國殖民者的介入而複雜化，法國殖民者後來在這裡建立法屬印度支那殖民地。
1893年法暹戰爭之後，湄公河左岸被法國統治，占巴塞國王喪失許多特權。法國在寮國殖民統治使這裡貧窮。1893年的條約規定了湄公河右岸的一個二十五公里寬的非軍事區，使暹羅控制這裡變得不可能。這裡迅速成為了兩岸違法者的避難所。
布拉萬高原的阿拉克人翁膠和翁貢曼丹發動聖人之亂，打響了反抗法國殖民統治的第一槍，遭到法國和暹羅的聯合鎮壓。湄公河右岸被兼併入暹羅，成為今日泰國的依善地區。而左岸仍由占巴塞王國維持自治。
1904年，在法暹條約簽訂之前，占巴塞王國的首都被移交給法國統治者，置於法屬柬埔寨之下。占巴塞王國喪失了上丁省，以從法國人手裡換取首都占巴塞。法國殖民者吸取了叛亂的教訓，將崑嵩和波來古兩個省割讓給了安南。
1946年，占巴塞王國被廢除，併入寮王國，成為占巴塞省。

## 占巴塞王国国王（1713年－1904年）
| 君主     | 英文名     | 在位                 |
| -------- | ---------- | -------------------- |
| 诺加萨   | Nokasad    | 1713年－1738年       |
| 萨亚古曼 | Sayakumane | 1738年－1791年       |
| 费那     | Fay Na     | 1791年－1811年       |
| 诺蒙     | No Muong   | 1811年               |
| 空位期   |            | 1811年-1813年        |
| 昭马内   | Chao Manoi | 1813年-1820年        |
| 昭約     | Chao Yoh   | 1820年-1827年        |
| 昭会     | Chao Huy   | 1827年-1840年        |
| 昭纳     | Chao Nark  | 1841年-1851年        |
| 布瓦     | Boua       | 1851年-1853年        |
| 坎奈     | Kham Nai   | 1855年-1858年        |
| 空位期   |            | 1858年-1862年        |
| 昭坎苏   | Kham Souk  | 1863年-1900年7月28日 |
| 拉萨达奈 | Ratsadanay | 1900年-1904年        |

## 王族首领（1904年－目前）
- 拉萨达奈（1904年－1945年）
- 文翁·纳占巴塞（1945年－1980年）
- 胶·纳占巴塞（1980年－目前）